# Mad Max (soundtrack)
Mad Max: Original Motion Picture Soundtrack är filmmusiken från filmen Mad Max  (1979). Albumet utgavs på vinyl 1980, och på CD 1993.

## Låtlista
Alla låtar är komponerade av Brian May.
| 1.           | Main Title                       | 2:03  |
| 2.           | Max the Hunter                   | 2:10  |
| 3.           | Max Decides On Vengeance         | 2:40  |
| 4.           | The Final Chase                  | 1:47  |
| 5.           | The Terrible Death of Jim Goose  | 1:02  |
| 6.           | We'll Give 'Em Back Their Heroes | 1:13  |
| 7.           | Pain and Triumph                 | 2:15  |
| 8.           | Dazed Goose                      | 0:35  |
| 9.           | Foreboding in the Vast Landscape | 2:08  |
| Total längd: | Total längd:                     | 15:53 |

| 10.          | Declaration of War                | 1:30  |
| 11.          | Flight from the Evil Toecutter    | 2:25  |
| 12.          | Pursuit and Tragedy               | 1:55  |
| 13.          | Jesse Alone, Uneasy and Exhausted | 1:40  |
| 14.          | The Beach House                   | 1:55  |
| 15.          | The Nightrider Rave               | 1:20  |
| 16.          | Jesse Searches for Her Child      | 0:55  |
| 17.          | Rampage of the Toecutter          | 1:47  |
| 18.          | The Crazing of Johnny the Boy     | 2:05  |
| Total längd: | Total längd:                      | 15:32 |

| 19.          | Outtakes Suite (i 5 delar; indexerat) | 6:00  |
| Total längd: | Total längd:                          | 37:25 |